# Pierre Puiseux
Pour les articles homonymes, voir Puiseux.
Pierre Puiseux est un astronome, un enseignant et un alpiniste français, né dans le 6e arrondissement de Paris le 20 juillet 1855 et mort à Frontenay (Jura) le 28 septembre 1928. Il est principalement reconnu pour la réalisation, avec Maurice Lœwy, de la carte de la lune composée de clichés, obtenus entre 1893 et 1910 au foyer du grand équatorial coudé à l'observatoire de Paris.
Il est le fils du mathématicien, astronome et alpiniste Victor Puiseux (1820-1883), et le père de l'homme d'affaires Robert Puiseux (1892-1991).

## Biographie

### Enfance et formation
Pierre Henri Puiseux, dit Pierre Puiseux, est né le 20 juillet 1855 à Paris au domicile de ses parents, le no 62 de la rue de l'Ouest,. Son père, Victor Puiseux (1820-1883), est un mathématicien astronome adjoint à l'Observatoire de Paris et sa mère Laure née Jannet a pour père le proviseur du lycée de Versailles. La fratrie compte déjà trois enfants : Paul, né le 18 février 1851 et mort le 5 décembre de cette même année, Louise, née le 28 décembre 1852, et Marie, née le 18 décembre 1853. Il a un peu plus de trois ans lorsque sa mère Laure Louise Jannet meurt le 2 décembre 1858, il est ensuite élevé par sa grand-mère maternelle qui est la sœur d'Henri Wallon.
Ses études le mènent au Lycée Saint-Louis, puis il intègre en 1875 l'École normale supérieure, il y obtient sa licence ès sciences en 1877 et devient agrégé en sciences mathématiques en 1878. Il réussit son doctorat ès sciences mathématiques après avoir soutenu, le 18 juillet 1879 sa thèse intitulée « l'accélération séculaire du moyen mouvement de la Lune ». En octobre, de cette même année, il écrit au ministre pour lui annoncer qu'il renonce à une carrière pour satisfaire sa vocation en entrant au séminaire Saint-Sulpice. Finalement, sous la pression de sa famille il renonce au séminaire et au mois de novembre demande à être admis élève astronome à l'Observatoire de Paris.

### Vie de famille

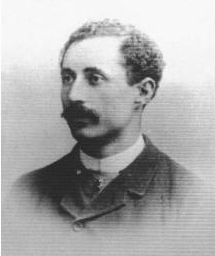
Pierre Puiseux jeune.

Pierre Puiseux épouse Laurence, Élisa, Marie, Béatrice Bouvet, le 20 juin 1883 à Salins-les-Bains. Le couple aura six enfants :
- Julie, Sophie, Marie, Louise (épousera Joseph, Jean-Marie Petit) ;
- Victor-Marie, Léon ;
- Jeanne, Blanche, Marie-Madeleine (épousera Jean, Gustave, Léon Corpet) ;
- Robert, André, Jean, Joseph (deviendra président de la société André Citroën[5]) ;
- Marguerite, Marie, Paule, Adèle (d) (épousera Jean, Édouard Michelin) ;
- Olivier, Henri, Frédéric-Marie[6].

### Scientifique

#### Astronome

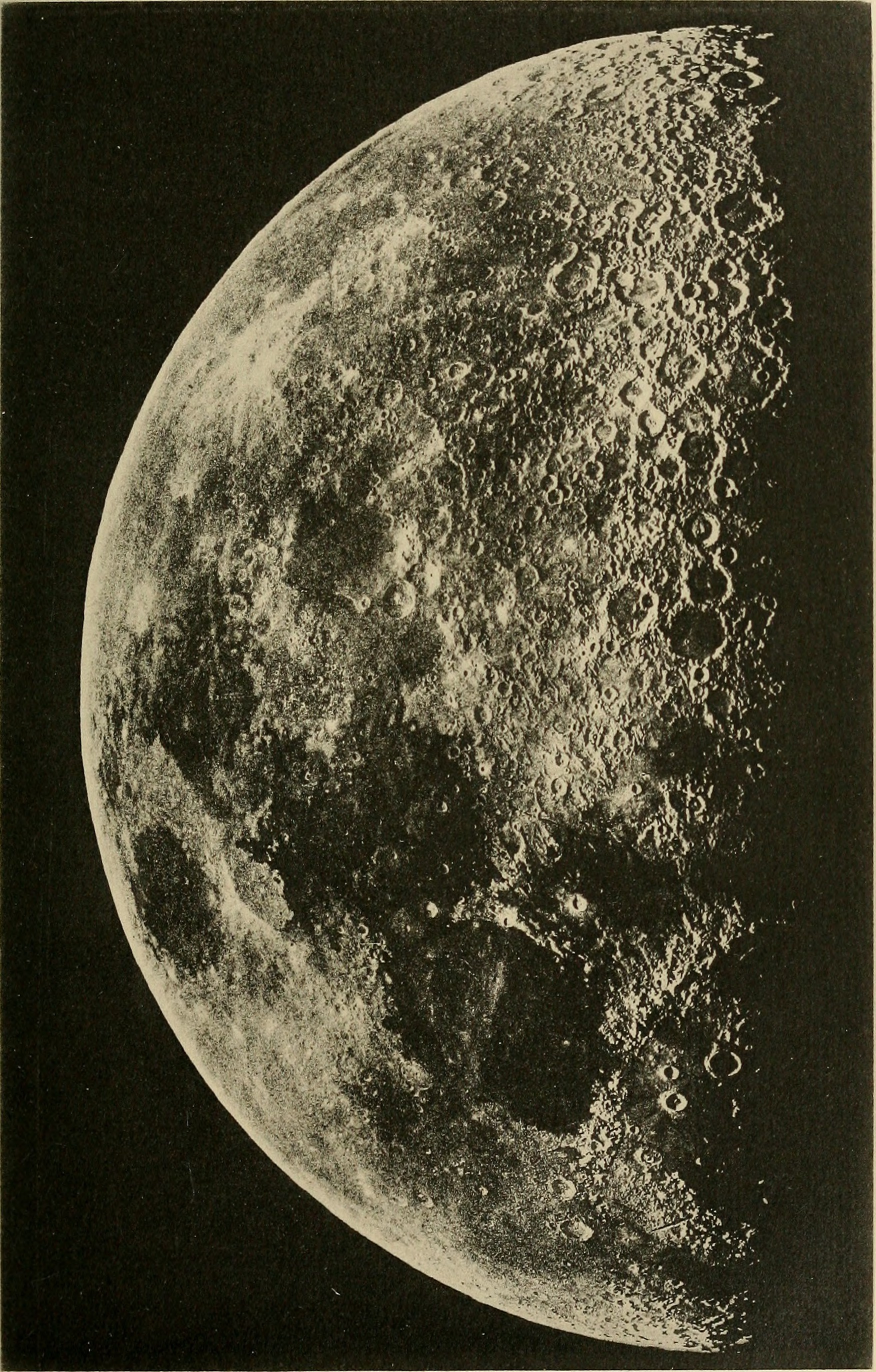
La lune photographiée par Loewy et Puiseux en 1898.

Pierre Puiseux commence sa carrière durant sa période de formation, lorsqu'il devient, en 1878, « préparateur à l'École normale supérieure ». Puis, après la réussite de son doctorat, il demande officiellement « son admission comme élève astronome à l'Observatoire de Paris » le 20 novembre 1879. Il rejoint l'observatoire de Paris pour prendre ce poste le 1er décembre. Deux ans plus tard, le 1er décembre 1881, il devient aide-astronome. C'est dans ce cadre qu'il participe, sous la direction de l'astronome Félix Tisserand, à l'expédition organisée en 1882 pour « l'observation du passage de Vénus sur le Soleil ». Il accède à la fonction d'astronome adjoint le 30 janvier 1885 et au poste d'astronome titulaire le 30 décembre 1903,, en remplacement d'Aimable Gaillot.
De 1878 à 1888 il obtient aux lunettes méridiennes et équatoriales de l'observatoire de Paris de nombreuses positions précises d'étoiles. En 1892, il obtient le prix Valz, puis, en 1896, le prix Lalande, de l'académie des sciences, ainsi que le prix Jules-Janssen en 1900. 
Il est chef du service de la Carte du Ciel à partir de 1905. Son œuvre capitale reste la carte de la Lune qu'il a réalisée avec la collaboration de Maurice Lœwy grâce à ces clichés pris entre 1893 et 1910 au foyer du grand équatorial coudé,. En 1905, il a participé à une mission à Cistierna pour observer l'éclipse totale du Soleil, le 30 août 1905.
Il est élu membre de l'Académie des sciences (section d'astronomie) en 1912.
Pierre Puiseux a travaillé sur l'aberration de la lumière, les astéroïdes, la dynamique de la Lune et, en collaboration avec Maurice Lœwy, sur un projet inachevé, la Carte du Ciel. Il a créé un atlas photographique de la Lune avec 6 000 images prises par lui-même et Lœwy. Il a étudié la place du Soleil parmi les étoiles de la Voie lactée, la classification des étoiles variables d'après leurs courbes de lumière.

#### Enseignant
C'est en parallèle avec sa carrière d'astronome, qu'il fait une carrière d'enseignant. Le 29 octobre 1880, il est nommé Maître de conférence à la Faculté des sciences de Paris.
En 1886, il est appelé à suppléer Pierre-Ossian Bonnet dans la chaire d'astronomie de la Sorbonne. 

### Alpiniste
Pierre Puiseux, précurseur avec son père de l'alpinisme sans guide et membre fondateur du Club alpin français, réalise en 1887 le premier parcours de la face nord-nord-ouest de la Grande Casse avec Victor Puiseux en compagnie d'Amédée Crochet et de Joseph Amiez après avoir déjà gravi le mont Blanc sans guide en 1880.

### Retraite et décès
Pierre Puiseux est déjà affaibli et handicapé par des rhumatismes, de ce fait il ne fait plus de courses en montagne depuis 1912, lorsqu'il prend sa retraite le 1er novembre 1917.
Il a 73 ans lorsqu'il meurt, le vendredi 28 septembre 1928, dans la propriété familiale située à Frontenay dans le Jura.

## Publications

### Scientifiques

#### Auteur
- 1875 : « Note sur le passage de Vénus de 1882 », Connaissance des temps ou des mouvements célestes à l'usage des astronomes et des navigateurs,‎ 1875, p. 19-45 (lire en ligne, consulté le 26 octobre 2019).
- 1879 : Sur l'accélération du mouvement de la lune... (Thèses présentées à la Faculté des sciences de Paris, pour obtenir le grade de docteur ès-sciences mathématiques), Paris, Gauthier-Villars, 89 p., In-4° (BNF 31158381).
- 1890 : Leçons de cinématique, mécanismes, hydrostatique, hydrodynamique (Cours professés à la Sorbonne par P. Puiseux - rédigés par P. Bourguignon et H. Le Barbier), Paris, G. Carré, coll. « Cours de la Faculté des sciences de Paris », 340 p., in-8° (BNF 31158373).
- 1897 : Notice sur les travaux scientifiques de M. P. Puiseux, Paris, Gauthier-Villars, 20 p., In-4° (BNF 34177903).
- 1899 : Sur quelques progrès récents, accomplis avec l'aide de la photographie, dans l'étude du ciel (Enseignement supérieur de la photographie. Conférences du Conservatoire national des arts et métiers. Extrait des Annales du Conservatoire des arts et métiers, 3e série, T. Ier), Paris, Gauthier-Villars, 30 p., In-8°, pl. (BNF 31158379).
- 1908 : La terre et la lune, forme extérieure et structure interne, Paris, Gauthier-Villars, coll. « Études nouvelles sur l'astronomie », 176 p., fig., pl., cartes ; in-8° (BNF 31158380, lire en ligne).

#### Co-auteur
- avec Maurice Lœwy, Théories nouvelles de l'équatorial coudé et des équatoriaux en général, Gauthier-Villars. Paris, 1888
- avec Maurice Lœwy, Atlas photographique de la Lune, Observatoire de Paris, Imprimerie nationale, Paris 1er fascicule, 1896, 2e fascicule, 1897, 3e fascicule, 1898, 4e fascicule, 1899, 5e fascicule, 1900, 6e fascicule, 1902, 7e fascicule, 1903, 8e fascicule, 1904, 9e fascicule, 1906, 10e fascicule, 1908, 11e fascicule, 1909, 12e et dernier fascicule, 1910, Index général des formations lunaires représentées ou étudiées dans cet ouvrage, 1910

### Sur l'alpinisme
- 1875 : Courses et ascensions. De Saint-Jean-de-Maurienne à Briançon. Les Grandes-Rousses. Les glaciers du Mont de Lans et de la Pilatte. Les cols de la Temple et de la Pisse (Extrait de l'Annuaire du Club alpin français), Paris, impr. de G. Chamerot, 27 p., In-8°, pl. coloriées, fig. et carte (BNF 34101493).
- 1876 : Courses et ascensions, le col de Mont-Corvé (Alpes Graies) (Extrait de l'Annuaire du Club alpin français), Paris, impr. de G. Chamerot, 7 p. (BNF 31158375).
- 1928 : Où le Père a passé  (photogr. R. Puiseux et J. Michelin), t. 1 : Au berceau de l'alpinisme sans guide, Paris, Argo, 318 p., in-8 broché avec 18 planches hors texte (BNF 31158378).
- 1928 : Où le Père a passé, t. 2 : L'éducation par les cimes, Paris, Argo, 284 p., in-8 broché avec 24 planches hors texte (BNF 31158378).

## Honneurs et décorations

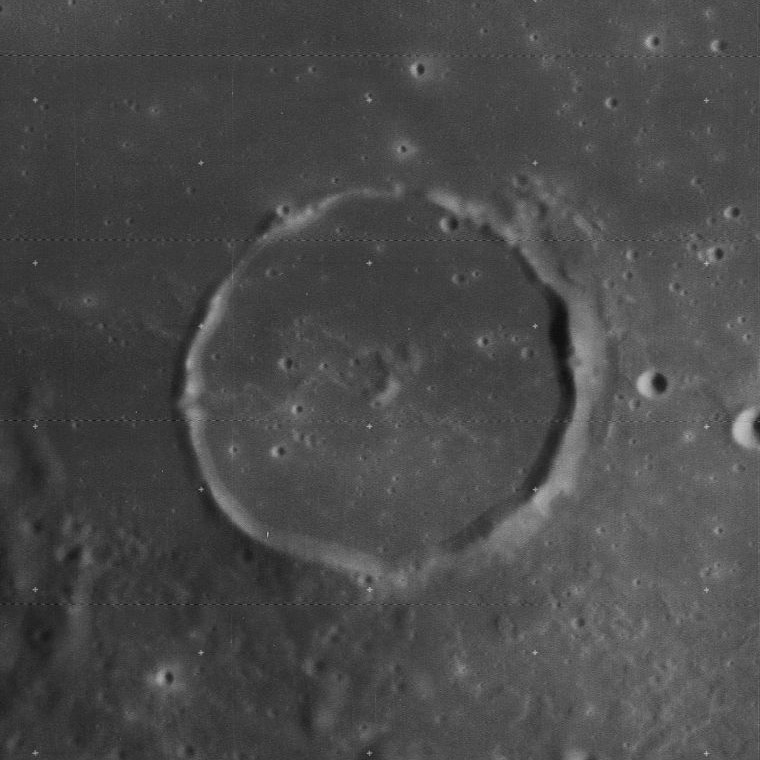
Cratère nommé Puiseux sur la lune.

- Officier de la Légion d'honneur (1er octobre 1923)[18]
- Officier d'académie (24 octobre 1883)
- Officier de l'Instruction publique (27 avril 1893)

- 1892 : prix Valz, « pour ses études sur les appareils d'optique astronomique »[19].
- 1896 : prix Lalande, « pour l'ensemble de ses travaux sélénographiques »[20].
- 1900 : prix Jules-Janssen de la Société astronomique de France[21].
- 1908 : médaille Janssen, « pour l'ensemble de ses travaux et notamment son Atlas photographique de la lune » (médaille d'or)[22].
- 1911, au mois d'août : élu président de la Société astronomique de France[23].
- 1911 : fondation de l'Institut 2000 fr, « pour l'étude des librations de la lune »[24].
- 1912, le 26 février : devient membre de l'Académie des sciences, section astronomie[23].
- 1935 : l'Union astronomique internationale nomme « Puiseux » un cratère lunaire[25].